# Natriumtelluriet
Natriumtelluriet is een anorganische verbinding van natrium, met als brutoformule Na2TeO3. De stof komt voor als een wit kristallijn poeder, dat zeer goed oplosbaar is in water. Het is een zwakke reductor en reageert hevig met sterk oxiderende stoffen.

## Synthese
Natriumtelluriet wordt bereid op hoge temperatuur (400-500°C) door een reactie van zilvertelluride en natriumcarbonaat, samen met zuurstofgas:
{\displaystyle \mathrm {Ag_{2}Te\ +\ Na_{2}CO_{3}\ +\ O_{2}\ \longrightarrow \ 2\ Ag\ +\ Na_{2}TeO_{3}\ +\ CO_{2}} }

## Toepassingen
Natriumtelluriet wordt voornamelijk gebruikt als corrosie-inhibitor voor nikkel. Natriumtellurietoplossingen worden gebruikt om zwarte of blauw-zwarte coating op ijzer, staal, aluminium en koper aan te brengen.